# 百大傑出塞爾維亞人
百大傑出塞爾維亞人是一部收录了100位最杰出的塞尔维亚人的传记的书籍，由塞爾維亞科學與藝術學院的学者组成的编委会编著。该书于1993年首次出版，于2001年再版，于2009和2013年出版第三版。